# Вакцинація проти COVID-19 у Швеції
Вакцинація проти COVID-19 у Швеції — це кампанія масової імунізації населення Швеції проти COVID-19 під час пандемії коронавірусної хвороби. Вакцинальна кампанія в країні розпочалась 27 грудня 2020 року після схвалення Європейською комісією вакцини Pfizer–BioNTech. Уряд Швеції доручив агентству громадської охорони здоров'я розробити план вакцинації. Банк Швеції, центральний банк країни, прогнозував, що ефективна вакцинація проти COVID-19 має макроекономічні переваги. Станом на 20 квітня 2022 року 87,1 % осіб (від 12 років і старших) у Швеції отримали принаймні одну дозу вакцини, загалом було введено 21491717 доз. Принаймні одна вакцина була схвалена для всіх вікових груп від 12 років і старших. Діти до 12 років з групи ризику також можуть бути щеплені.

## Планування
Швеція приєдналась до угоди Європейського Союзу щодо закупівлі вакцин проти COVID-19. Згідно з цією угодою, Швеція отримала доступ до 6 мільйонів доз вакцини. За словами прем'єр-міністра Стефана Левена, Швеція розраховувала отримати достатню кількість вакцин проти COVID-19 для імунізації приблизно однієї п'ятої населення до квітня 2021 року. Початкова мета полягала в тому, щоб усі дорослі у Швеції були вакциновані принаймні однією дозою вакцини до 1 липня 2021 року; пізніше цю мету перенесли на 15 серпня 2021 року, а потім знову перенесли на 5 вересня 2021 року. Цю мету знову перенесли на 19 вересня через меншу кількість очікуваних поставок вакцини. У серпні 2021 року Агентство громадської охорони здоров'я Швеції зробило оцінку, що більшості населення буде запропоновано третю дозу вакцини до 2022 року через появу нових варіантів SARS-CoV-2.

### Порядок пріоритету
Принцип, якого дотримуються при визначенні порядку пріоритету в Швеції, полягає в тому, що ті, хто найбільше потребує захисту, отримують вакцину в першу чергу. Особам похилого віку, які живуть у будинках для людей похилого віку, медичним працівникам, які працюють з групами ризику, і дорослим, які живуть з кимось із групи ризику, буде запропоновано вакцинацію протягом першого етапу. Інші особи віком 70 років і старші, дорослі, які живуть із функціональними порушеннями, а також медичні працівники будуть вакциновані на другому етапі. На третьому етапі вакцинуватимуть інших дорослих із групи ризику. Усім іншим вакцину запропонують на четвертому етапі проведення вакцинації. Станом на лютий 2021 року агентство громадського здоров'я не рекомендувало вакцинацію проти COVID-19 дітям до 18 років, якщо дитина не належала до групи високого ризику. У червні 2021 року агентство охорони здоров'я змінило цю рекомендацію, щоб запропонувати щеплення від COVID-19 усім жителям країни віком від 16 років, а в жовтні 2021 року схвалило вакцину Pfizer, але не Moderna, для осіб віком від 12 років. У січні 2022 року Швеція вирішила не рекомендувати вакцини проти COVID-19 дітям від 5 до 11 років, стверджуючи, що переваги не переважають ризики. Проте діти з груп високого ризику можуть бути вакциновані.

### Безпека
Навіть якщо вакцина схвалена, її постійно перевіряють на наявність нових побічних ефектів. Наукова документація схваленої вакцини представлена у вигляді загальнодоступного європейського публічного звіту про оцінку.

### Використання вакцин
| Вакцина            | Замовлені дози | Схвалення       | Застосування   | Статус         |
| ------------------ | -------------- | --------------- | -------------- | -------------- |
| Pfizer–BioNTech    | 20 мільйонів   | 21 грудня 2020  | 27 грудня 2020 | застосовується |
| Moderna            | 3,6 мільйонів  | 6 січня 2021    | січень 2021    | застосовується |
| Oxford–AstraZeneca | 6 мільйонів    | 29 січня 2021   | лютий 2021     | припинено      |
| Janssen            | 4,5 мільйонів  | 11 березня 2021 | В очікуванні   | призупинено    |
| Novavax            | 2,2 мільйона   | 20 грудня 2021  | В очікуванні   | В очікуванні   |
| CureVac            | 4,5 мільйонів  | скасовано       | скасовано      | скасовано      |
| Sanofi–GSK         | 4,9 мільйонів  | В очікуванні    | В очікуванні   | В очікуванні   |

## Виклики
Нерішучість щодо вакцинації є однією з головних проблем для програми вакцинації проти COVID-19 у Швеції: під час опитування 26 % шведів сказали, що вони не хочуть вакцинуватися. 46 % учасників опитування заявили, що хочуть вакцинуватися. Головний епідеміолог Швеції Андерс Тегнелл очікував, що з часом більше людей погодяться на вакцинацію. Однак інше опитування, проведене у квітні–травні 2021 року, показало, що близько 9 з 10 шведів готові зробити щеплення, причому шведи, які народилися за кордоном, менш схильні до вакцинації.

## Проведення вакцинації
Наприкінці січня 2021 року близько 1000 осіб, усі з яких були медичними працівниками, отримали дози вакцини Moderna, які зберігалися при неправильній температурі.
У середині квітня 2021 року було повідомлено, що Швеція працює з кількома іншими країнами ЄС, щоб провести переговори з Росією щодо закупівлі вакцини «Спутник V» після того, як її схвалить Європейське агентство з лікарських засобів.
5 травня 2021 року Стокгольмський регіон розпочав четверту фазу вакцинації, розпочавши щеплення осіб віком від 55 до 59 років. 14 червня 2021 року більше половини дорослих шведів отримали принаймні одну дозу вакцини, при цьому 27 % були повністю вакциновані.

## Статистика
На наступній діаграмі показано загальну зареєстровану кількість введених доз вакцини на основі даних з національного реєстру вакцинації Агентства громадської охорони здоров'я Швеції (оновлювалося щодня з вівторка по п'ятницю). Після вакцинації осіб віком до 18 років статистичні дані для осіб, які народилися між 2003 і 2005 роками, повідомлялися окремо, починаючи з 19 серпня 2021 року.
Станом на 7 квітня 2021 року 93 % мешканців будинків пристарілих зробили принаймні одне щеплення, а 88 % зробили два щеплення. Серед осіб віком 65 років і старше, які мають особистий доглядом на дому, 80 % зробили принаймні одне щеплення.

## Передача вакцини
На початку травня 2021 року було повідомлено, що Швеція пожертвувала 1 мільйон доз вакцини AstraZeneca глобальній програмі COVAX, спрямованій на забезпечення вакцинами країн, що розвиваються.